# Bossieu
Bossieu är en kommun i departementet Isère i regionen Auvergne-Rhône-Alpes i sydöstra Frankrike. Kommunen ligger i kantonen La Côte-Saint-André som tillhör arrondissementet Vienne. År 2022 hade Bossieu 327 invånare.

## Befolkningsutveckling
Antalet invånare i kommunen Bossieu
Referens:INSEE